# Jože Horvat - Jaki
Jože Horvat- Jaki, slovenski slikar, * 4. marec 1930, Murska Sobota, † 12. december 2009, Nazarje.

## Življenjepis
Jože Horvat velja za enega najuspešnejših slovenskih slikarjev samorastnikov. Slikati je začel že v gimnaziji. Prvo razstavo pa je imel leta 1955 v Varaždinu, potem ko se je dve leti prej popolnoma posvetil slikarstvu. Leta 1959 se je na povabilo nemškega slikarja H. Griesshaberja izpopolnjeval v Karlsruheju, leta 1960 v Parizu, nato pa še v Švici, Avstriji, Italiji, Belgiji in ZDA. Umetnik vse od leta 1978 živel in ustvarjal v Nazarjih, njegova dela pa se nahajajo v številnih zasebnih in javnih zbirkah doma in po svetu.

## Delo
Horvata odlikuje velika produktivnost in mnogoterost v izbiri likovnih tehnik ter izraznih načinov. Ukvarjal se je s slikarstvom, tudi stenskim, grafiko, risbo in tapiserijo, kiparstvom ter oblikovanjem v keramiki, steklu in kovini. Osnovna motivika njegove umetnosti so žive oblike (rastline, živali, človeške figure) prikazane kot zlitje realnega s fantastičnim.
Leta 1978 je Jaki v Levcu izdelal 77 m dolgo in 5,8 m visoko fresko - največji sgraffito  v Evropi. (Sgraffito je način slikanja na steno, ko slikar svetlo kritno plast deloma izpraska s temne osnove in tako upodablja sliko.)
Po poročanju ameriškega novinarja Duška Doderja je bil Horvat tudi uspešen poslovnež, ki je v Italiji imel in vodil tovarno keramičnih ploščic.
V Galeriji Nazarje v Jakijevi hiši, kjer je umetnik nekoč živel in ustvarjal hranijo zbirko njegovih del, katere je poklonil občini Nazarje.